# Two, Too...
Albums de Fireballet
Night on Bald Mountain
(1975)
Two, Too..., sorti en 1976, est le deuxième et dernier album du groupe rock progressif américain Fireballet.
Après le très prometteur Night on Bald Mountain, le deuxième album fut très décevant et représenta le chant du cygne du groupe.

## Titre et pochette
Au-delà du fait qu'il s'agit du second album du groupe, le titre Two, too... est une allusion au tutu : sur la jaquette,  les musiciens sont déguisés en « petits rats de l'Opéra » et le titre devient Tu, Tu... sur le verso de la pochette.

## Contenu de l'album

### Face 1
1. Great Expectations (Cuomo) - 4:30
2. Chinatown Boulevards - 6:42

a) Crosstown Overture / East-West Melange (Cuomo)
b) Datelines, Deadlines, Parables, Headlines (Cuomo, Chlanda)
1. It's About Time (Cuomo) - 6:12

### Face 2
1. Désirée (Mike Brown, Tom Feher) - 2:45
2. Flash (Chlanda) - 5:11
3. Carollon (Cuomo) - 6:00
4. Montage en filigrée (Cuomo) - 4:49

## Musiciens
- Spike Biglin : basse, guitare 12 cordes
- Ryche Chlanda : guitares, guzheng, mandoline
- Jim Cuomo : chant, batterie, percussions : vibraphone, xylophone, marimba, gong, glockenspiel, bell tree, temple blocks, triangle, carillon tubulaire, timbales, tambourin, cymbales,  claviers : Clavinet, Polymoog
- Brian Hough : chant, Orgue, saxophones, flûte à bec, Polymoog
- Frank Petto : piano électrique, accordéon, synthétiseur, Polymoog, chant

## Personnel additionnel
- John Zangrando : cuivres
- Brian Cuomo : clavecin
- Alphonse Rocque : percussions sur Montage en filigrée
- The Ellington Sisters (Judy, Joan et Pat) : choristes
- section de cordes